# الهطول الرقمي

تطبيق عملي لعملية الهطول الرقمي.

الهطول الرقمي هو تأثير بصري يتمثل في نصوص برمجية مصدرية تتساقط عموديًا، وقد اشتهر هذا النمط من العرض البصري بفضل فيلم المصفوفة الصادر عام 1999. تُعدّ هذه وسيلة لتمثيل النشاط الجاري في بيئة الواقع المُحاكاة داخل عالم المصفوفة على الشاشة، وذلك باستخدام الطباعة الحركية. يظهر الهطول الرقمي في مطالع الأفلام الأربعة لسلسلة المصفوفة، وكذلك في عدد من حلقات السلسلة الفرعية التي تحمل اسم المصفوفة المتحركة.

## وصف الهطول الرقمي
في الفيلم، تُصوَّر النصوص البرمجية المصدرية التي تُكوِّن عالم "المصفوفة" غالبًا على هيئة رموز خضراء تتساقط عموديًا. تعتمد هذه النصوص البرمجية المصدرية على خط طباعي خاص من تصميم سايمون وايتلي،  ويضم هذا الخط نسخًا معكوسة من حروف الكانا اليابانية ضيقة العرض، بالإضافة إلى حروف لاتينية وأرقام عريية. 